# Major's
Major's was een groot discountwarenhuis op Staten Island, een borough van New York. Het logo bevatte een opvallende tambour-maître.
Op 29 november 1962 opende het warenhuis op de hoek van Forest Avenue en Grandview Avenue in de wijk Mariners Harbor op Staten Island. Later werd het omgedoopt tot Big Apple Bazaar, dat in 1993 uiteindelijk zijn deuren sloot.
Na de sluiting werd hier een filiaal van Kohl's geopend. 